# Santo Domingo Este
Santo Domingo Este est une municipalité et la capitale de la province de Santo Domingo en République dominicaine. 

## Géographie
La municipalité s'étend sur 169,2 km2 à l'est de la ville de Saint-Domingue, sur la rive gauche de l'Ozama.

## Histoire
La municipalité est créée en 2001 en même temps que la province de Santo Domingo. En 2005, San Antonio de Guerra en est détachée pour former une municipalité distincte.

## Culture et patrimoine
Le phare de Colomb, inauguré en 1992, s'élève sur le territoire de Santo Domingo Este.

## Personnalités
- Monkey Black (nom de scène de Leonardo Michael Flores Ozuna, 1986-2014), chanteur de musique urbaine, né à Santo Domingo Este.
- Víctor Robles (1997-), joueur dominicain de baseball, né à Santo Domingo Este.